# 3 Pułk Piechoty Królestwa Prus

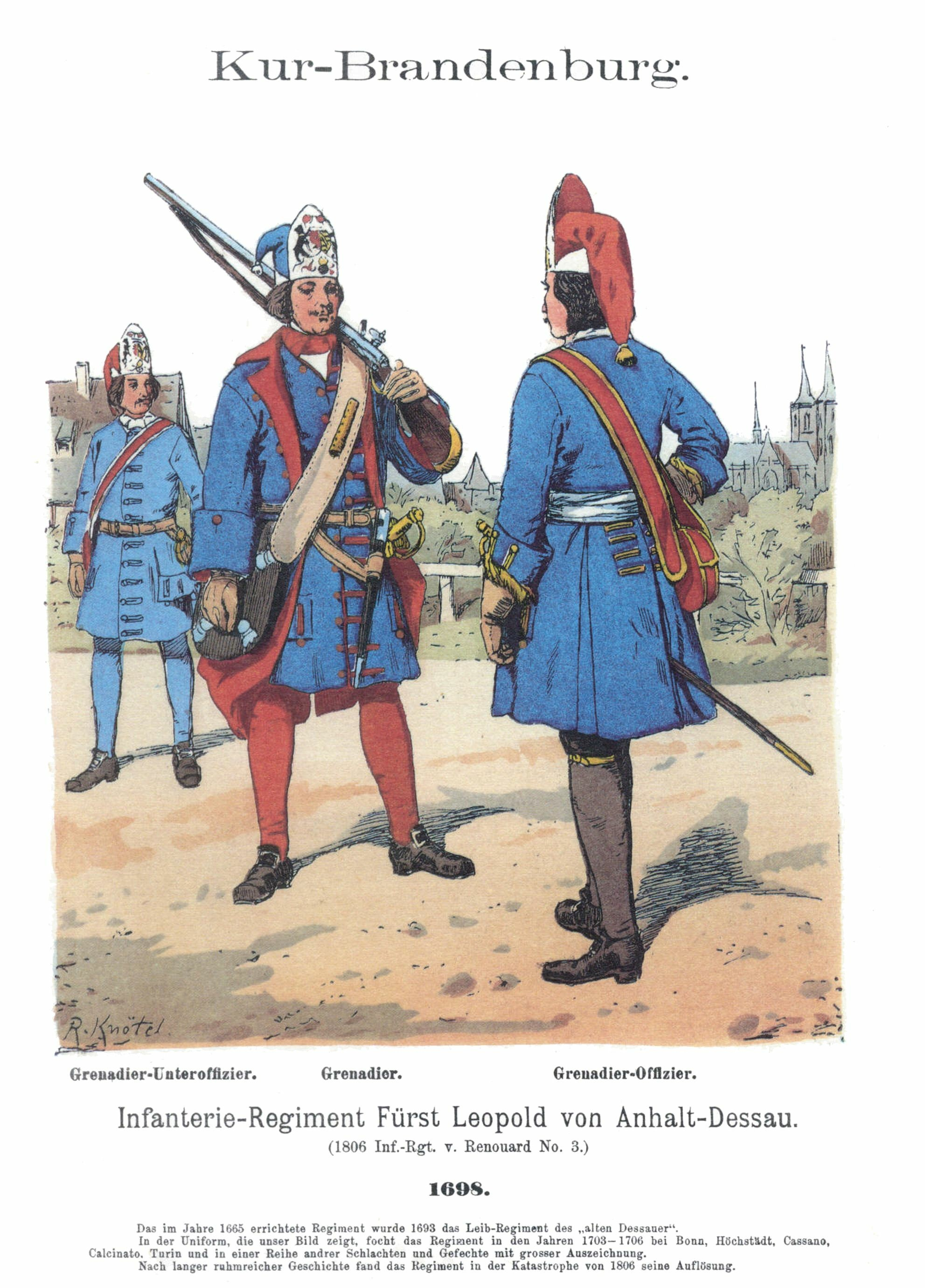
Grenadierzy brandenbursko-pruskiego Pułku Piechoty Księcia Johanna Georga von Anhalt-Dessau, 1698

3 Pułk Piechoty Królestwa Prus — pułk piechoty staropruskiej, sformowany w 1670 jako pułk piechoty Brandenburgii-Prus, państwa istniejącego na mapie Europy w latach 1618-1701.
W latach 1688–1695 na żołdzie holenderskim.
Przestał istnieć wraz z końcem Świętego Cesarstwa Rzymskiego w 1806. Akt kapitulacji pułku miał miejsce 8 listopada 1806 w Magdeburgu.

## Szefowie pułku

### Przed powstaniem Królestwa
- 1670 Generalfeldmarschall Johann Georg Fürst v. Anhalt-Dessau
- 1693 August Oberst Leopold Fürst v. Anhalt-Dessau, później Generalfeld marschall

### Po powstaniu Królestwa
- 12 kwietnia 1747 Generalfeldmarschall Leopold Maximilian Fürst v. Anhalt-Dessau
- 23 grudnia 1752 Oberst Leopold Friedrich Franz Erbprinz von Anhalt-Dessau, później Generalmajor
- 5 stycznia 1758 Generalmajor Henning Alexander v. Kahlden,
- 31 marca 1759 Generalmajor Franz Adolf Prinz v. Anhalt-Bernburg, później Generalleutnant
- 28 kwietnia 1784 Oberst Heinrich Ernst v. Leipziger, później Generalmajor
- 3 czerwca 1788 Generalmajor Johann Leopold v. Thadden
- 1 października 1800 Generalmajor Johann Jeremias v. Renouard